# 2. deild karla 1996
Mùa giải 1996 của 2. deild karla là mùa giải thứ 31 của giải bóng đá hạng ba ở Iceland.

## Bảng xếp hạng
| Vị thứ | Đội        | Số trận | Thắng | Hòa | Thua | Bàn thắng | Bàn thua | Hiệu số | Điểm | Ghi chú                  |
| ------ | ---------- | ------- | ----- | --- | ---- | --------- | -------- | ------- | ---- | ------------------------ |
| 1      | Dalvík     | 18      | 11    | 4   | 3    | 47        | 30       | +17     | 37   | Thăng hạng 1. deild 1997 |
| 2      | Reynir S.  | 18      | 10    | 4   | 4    | 45        | 26       | +19     | 34   | Thăng hạng 1. deild 1997 |
| 3      | Víðir      | 18      | 10    | 2   | 6    | 43        | 32       | +11     | 32   |                          |
| 4      | Þróttur N. | 18      | 8     | 6   | 4    | 39        | 27       | +12     | 30   |                          |
| 5      | HK         | 18      | 8     | 3   | 7    | 38        | 36       | +2      | 27   |                          |
| 6      | Selfoss    | 18      | 7     | 5   | 6    | 39        | 46       | -7      | 26   |                          |
| 7      | Fjölnir    | 18      | 5     | 3   | 10   | 28        | 39       | -11     | 18   |                          |
| 8      | Ægir       | 18      | 4     | 5   | 9    | 33        | 36       | -3      | 17   |                          |
| 9      | Höttur     | 18      | 3     | 6   | 9    | 26        | 47       | -21     | 15   | Xuống hạng 3. deild 1997 |
| 10     | Grótta     | 18      | 3     | 5   | 10   | 32        | 51       | -19     | 14   | Xuống hạng 3. deild 1997 |

## Danh sách ghi bàn
| Cầu thủ                  | Số bàn thắng | Đội bóng   |
| ------------------------ | ------------ | ---------- |
| Sævar Þór Gíslason       | 17           | Selfoss    |
| Örvar Eiríksson          | 17           | Dalvík     |
| Steindór Elísson         | 13           | HK         |
| Grétar Ólafur Hjartarson | 13           | Reynir S.  |
| Marteinn Hilmarsson      | 12           | Þróttur N. |
| Sigurður Valur Árnason   | 12           | Höttur     |